# Лоранс Парізо
Лоранс Парізо (31 серпня 1959, Люксей-ле-Бен, Верхня Сона, Франція) — французька підприємиця-мільярдерка, громадська діячка. Голова організації французьких роботодавців MEDEF з 2005 по 2013 роком, виконавча директор дослідницького інституту IFOP, членкиня ради BNP Paribas. Одна з найбагатших жінок Франції після спадкування Parisot group (найбільша компанія роздрібної торгівлі меблями у Франції).

## Життєпис
Її батько і дід Жак Парізо (який створив бізнес), очолювали Parisot group. 
Лоранс Парізо здобула освіту в галузі права і політичних наук, у 1981 році закінчивши Інститут політичних досліджень в Парижі. Окрім того, має ступінь магістра в галузі публічного права Університету Нансі і ступінь магістра політичних наук Паризького інституту політичних досліджень.
Неодружена, дітей не має.

## Кар'єра
У період з 1983 року по 1985 Парізо працювала помічницею президента Центру політичних досліджень Паризького інституту політичних досліджень.
У 1985 році приєдналася до команди Louis Harris and Associates, а в 1986 році очолила французьке відділення компанії.
З 1990 року — виконавча директор інституту IFOP (Французький інститут громадської думки), однієї з провідних компаній з маркетингових досліджень і опитувань громадської думки. Після чого, поступово купуючи акції компанії, Парізо з часом стала основною акціонеркою ІФОП — з 75% його капіталу. З того часу були відкриті представництва ІФОП в Торонто, Шанхаї і Буенос-Айресі. 
Входить до рад таких великих компаній, як «Мішлен», «ЕвроДісней», «Авас». У МЕДЕФ прийшла в 2003 році на запрошення тепер уже колишнього керівника асоціації Ернеста-Антуана Сеєр.. 
У 2005 році була вперше обрана президентом Асоціації підприємців Франції (МЕДЕФ), а потім переобрана на новий термін у 2010 році.
Також Парізо є незалежною директором в компаніях: BNP Paribas, Michelin і Coface.
Із 2015 року займає посаду керівниці економічних реформ в Агентстві модернізації України.

## Керівниця MEDEF
У 2002 році Парізо стала членкинею Виконавчої ради Руху французьких підприємств MEDEF (Mouvement des entreprises de France, MEDEF). Вперше в історії головою Асоціації підприємців Франції (МЕДЕФ) стала жінка — 45-річна Лоранс Парізо, що представляє нове покоління французьких підприємців. Її цінують за красномовство, тонкість аналізу і добре знання громадської думки. Кинута нею одного разу фраза: «Нестерпно констатувати, що свобода думки закінчується там, де починається право на працю», — принесла Парізо репутацію ультралібералки. Хоча нова лідерка бізнес-спільноти стверджує, що «ліберальний — не означає антисоціальний», вона, тим не менш, висловлюється за докорінну реформу кодексу праці, збереження якого вимагають профспілки.
5 липня 2005 році Парізо стала керівницею організації і займала посаду до 3 липня 2013 року.
Після обрання головою МЕДЕФ Парізо проголосила, що в своїй діяльності спиратиметься на три цінності — праця, підприємливість і прагматизм.
Вона заявила, що вона має намір поставити боротьбу із безробіттям "в центр французького суспільства". Вона додала, що вона працюватиме дуже важко, щоб підштовхнути французьких депутатів прийняти більш ліберальне трудове законодавство.
Лоранс Парізо вважає своїм головним завданням "домогтися, щоб Франція полюбила ринкову економіку".

## Нагороди
Лоранс Парізо має наступні ордени: Національний орден за заслуги ("Ordre National du Merite"), два Національних ордени Франції, Орден Почесного легіону ("Legion d'Honneur"), і Орден Уїсс Алауї ("Ordre du Ouissam Al Alaoui", Морокко ).